# Paulus Klautendorffer
Paulus Klautendorffer (* im 16. Jahrhundert; † 1566) war ein deutscher Kirchenlieddichter. Er wirkte als Geistlicher bei den Böhmischen Brüdern und starb früh. Von ihm kennt man ein Abendlied, das im Gesangbuch der Brüder von 1566 abgedruckt wurde. In einer weiteren Ausgabe des Gesangbuchs von 1639 wird das Lied erstmals Klautendorffer zugeschrieben. Außerdem wurde es im vierten Band von Philipp Wackernagels Das deutsche Kirchenlied von der ältesten Zeit bis zu Anfang des 17. Jahrhunderts abgedruckt.